# تنقيط قاري

في خريطة كلاسيكية للعالم (مع الشمال في الأعلى)، يبدو أن الأطراف الجنوبية من الكتل الأرضية القارية "تنقط" إلى الأسفل.

يلاحظ التنقيط القاري على أن الأشكال الأرضية تشير إلى الجنوب أكثر وأكثر بروزًا من الأشكال الأرضية التي تشير إلى الشمال. وعلى سبيل المثال، ففي أفريقيا، وأمريكا الجنوبية، والهند، إلخ. تنحرف جميعها إلى نقطة نحو الجنوب. فالذلك تسمى مسرحية على الانجراف القاري.
وكان قد تم إجراء الملاحظة بواسطة الكاتب اورماندو دي كاي ، وسميت باسم ورقة بلغة الخد في عام 1973.
ومن ثم قام خريج جامعة تلسا جون سي هولدن، بتوسيع وتوضيح نسخته الخاصة من الفكرة، وكانت في عام 1976.
وتتضمن لعبة محاكاة الكوكب (أو كما تعرف بلأنجليزية: SimEarth)، والتي نشرت بواسطة شركة ماكسيس سوفتوير، على التنقيط القاري في محاكاة الأرض.